# August Friedrich Pfeiffer
August Friedrich Pfeiffer (* 13. Januar 1748 in Erlangen; † 15. Juli 1817 in Erlangen) war ein deutscher evangelischer Theologe, Orientalist und Bibliothekar. Er lehrte an der Universität Erlangen.

## Leben
Der Sohn des Erlanger Theologieprofessors Joachim Ehrenfried Pfeiffer und der Sabina Dorothea Billing, Trautskirchener Pfarrerstochter, litt in seiner Jugend unter seinem schwachen Körper, so erkrankte er siebenjährig an starkem Fieber und verlor sein Gehör zum Teil. Weil sein Vater die Fähigkeiten des Jungen erkannte, unterrichtete er ihn mit seinem Schwager und fürstlichen Rat J. F. Billing und dem Kulmbacher Diaconus J. H. Billing. Ab 1757 ging er an das dortige Lyzeum. Bereits im folgenden Jahr konnte er das Gymnasium seiner Heimatstadt besuchen. Dort erhielt er auch Privatunterricht von Degen und Harles, die ihn anregten, die Klassiker der griechischen und römischen Sprache zu studieren.
1765 hielt Pfeiffer seine Abschiedsrede Pietatem artium alumno in litterarum studiis felices progressus facturo cumprimis colendam esse und begann an der Universität Erlangen ein Theologiestudium. Bei Johann Samuel Wiesner studierte er die hebräische Sprache, außerdem Kirchengeschichte und Homiletik.
Zu dieser Zeit dichtete Pfeiffer in seiner Freizeit und übte sich in der Rede und der Predigt. Einige Male predigte er an der Erlanger Stadtkirche und auch in anderen Kirchen. Da seine Predigten gefielen, wurde er zum Feiertagsprediger ernannt.
Anfang 1769 wollte Pfeiffer nach Bayreuth gehen und dort das theologische Examen ablegen. Dies empfahl ihm seines Vaters Freund und Lehrer Kraft allerdings nicht. Stattdessen wurde er im März des Jahres Magister. Im nächsten Monat war er Respondent der Dissertation Krafts mit dem Titel Divi Pauli Apostoli theologia pastoralis primis lineis designata. Damit begann er, sich mit den morgenländischen Sprachen zu beschäftigen. Infolgedessen begann er im Sommer, Vorlesungen über einige Bücher des Alten Testaments zu halten.
Bald darauf setzte die Universität Erlangen Pfeiffer als Bibliothekar ein, womit er sich mehr dem akademischen Leben hingab. Nachdem er im Februar 1770 seine Dissertation de ingenio oratorio verteidigt hatte und so habilitierte, durfte er Vorlesungen über Philologie halten.
Noch 1770 wurde Pfeiffer zum außerordentlichen Philosophieprofessor ernannt. Seine Antrittsrede trug den Titel de morato cogitandi genere und wurde nie gedruckt. 1773 erhielt er außerdem die Sekretärsstelle des Instituts für Moral und schöne Wissenschaften, was er bis 1776 blieb. Zu dieser Zeit wurde er zum ordentlichen Professor der morgenländischen Sprachen befördert und schrieb die Rede de statu religionis in Oriente diversis temporibus vario, die offenbar ebenfalls nicht gedruckt wurde.
Im Wintersemester 1779/1780 bekleidete Pfeiffer das Prorektorat. Dieses übergab er seinem Vater und wurde stattdessen Dekan. In diesem Amt ernannte er seinen jüngeren Bruder zum Magister. Nachdem er 1784 zum brandenburgischen Hofrat aufgestiegen war, fungierte er 1785/1786 und 1791/1972 als Universitätsprorektor. 1805 wurde er erster Bibliothekar.
69-jährig verstarb Pfeiffer 1817 als Oberbibliothekar.

## Wirken
Pfeiffer galt als einer der besten Orientalisten der Neuzeit. Seine Forschung befasste sich insbesondere mit den morgenländischen Sprachen. Weil ihm die Dogmatik und Polemik der damaligen Theologen missfiel, sodass er selbst ein theologisches System aufbaute. Es beruhte auf einer Exegese, die Grundsätzen der Hermeneutik entsprach.
Sein Werk Ueber die Musik der Hebräer war zu seiner Zeit das umfangreichste zu diesem Thema.
Pfeiffer war Taufpate des Naturforschers August Friedrich Schweigger, der nach ihm benannt wurde.

## Werke
- Diss. inaug. de ingenio oratorio (Erlangen 1770)
- Diss. philol. de Jobo patientiam et Christum praedicante (Erlangen 1771)
- Progr. adit. de Jobaei libri soopo (Erlangen 1771)
- Versuch einer Erklärung der sogenannten letzten Worte Davids 2 Sam. 23, 1–7 (Frankfurt/Leipzig 1773)
- J. G. Affemann's orientalische Bibliothek oder Nachrichten von syrischen Schriftstellern, in einen Auszug gebracht (zwei Teile, Erlangen 1776/1777)
- Progr. in versionem Syriacam I ad Timoth. epistolae (Erlangen 1776)
- Ueber die Musik der alten Hebräer. Mit einer Kupfertafel (Erlangen 1778)
- Hebräische Grammatik (Erlangen 1780, zweite Auflage Erlangen 1790, dritte Auflage Erlangen 1802)
- Beiträge zur Kenntniß alter Bücher und Handschriften (drei Stücke, Hof 1783–1786)
- Progr. de codice Bibliothecae Heilbronnensis, qui vitam S. Odiliae virginis exhibet. Sectio prior (Erlangen 1784)
- Progr. de codice Bibliothecae Heilbronnensis, qui vitam S. Odiliae virginis exhibet. Sectio posterior (Erlangen 1784)
- Neue Uebersetzung des Propheten Hoseas, mit erläuternden Anmerkungen (Erlangen 1785)
- Philonis, Judaei, opera omnia, graece et latine. Ad editionem th. Mangey collatis aliquot MSS. edenda curravit (vier Bände, Erlangen 1785–1792, zweite Auflage Erlangen 1820)
- Progr. cni inest descriptio codicis digesti veteris, bibliothecae academicae Erlangensis ornamenti (Erlangen 1791)
- Feierlichkeit des Clubbs zu Erlangen, an dessen viertem Stiftungstage (Erlangen 1791)
- Progr. super Ps. 110 (Erlangen 1801)
- Progr. super Ps. 72 (Erlangen 1803)
- Bibliorum hebraicorum et chaldaeorum Manuale ad prima linguarum studia concinnavit (Erlangen 1809)
- Progr. continens quaedam ad Ps. 129 (Erlangen 1811)
- Programm, worin eine der Universitätsbibliothek zugehörige Handschrift beschrieben wird (Erlangen 1814)